# Polizeiruf 110: Das Treibhaus
Das Treibhaus ist ein deutscher Kriminalfilm von Thomas Jacob aus dem Jahr 1991. Der Fernsehfilm erschien als 149. Folge der Filmreihe Polizeiruf 110.

## Handlung
Wie seit einigen Jahren fährt Barbesitzerin Elke Mutosch mal wieder allein in den Urlaub nach Oberwiesenthal. Ihr Mann Hans Mutosch ist Architekt und steht gerade kurz vor der Vollendung des Treibhauses auf dem Grundstück der Familie, in dem die zukünftige Biologiestudentin Heike Mutosch lernen und forschen kann. Heike stammt aus Elkes früherer Beziehung; Hans ist geschieden und hat zwei Söhne, die jedoch bei seiner Ex-Frau leben.
Hans erwartet am Abend der Abreise Elkes gerade eine Ladung Schnellbeton für den Boden des Treibhauses, weswegen er Elke mit seinem Wagen allein zum Bahnhof fahren lässt. Am nächsten Tag will er den Wagen am Bahnhof abholen, als dieser gerade abtransportiert wird: Er stand im Halteverbot. Elke kommt nach einer Woche nicht aus dem Urlaub zurück und bleibt auch Tage später verschwunden. Vater und Tochter sind zunächst wenig besorgt, da dieses Verhalten für Elke nicht untypisch ist. Nach einigen Tagen beginnen sie dennoch mit Nachforschungen. Elke hatte zwar in dem Hotel in Oberwiesenthal ein Doppelzimmer bestellt, ist jedoch nie im Ort angekommen. Dies ist umso verwunderlicher, als eine Fahrkartenverkäuferin Elke auf einem Foto erkennt. Elke hat bei ihr am Abreisetag Tickets gekauft, ist aber nie abgefahren. Dies kann Schwimmlehrer Hartmann bestätigen, der mit Elke eine Affäre hatte. Beide wollten heimlich gemeinsam in den Urlaub fahren und sich am Bahnhof treffen. Elke erschien jedoch nicht, auch wenn Hartmann ihr Auto vor dem Bahnhof im Parkverbot sah. Er betrank sich in einer Bar und die dortigen Kellner können sein Alibi bestätigen.
Bald geraten Hans und Heike ins Visier von Ermittler Hauptkommissar Günter Beck. Eine Mitarbeiterin Elkes, Bardame Karin, deutet an, dass das Verhältnis von Vater und Stieftochter sehr eng ist und in ihren Augen die Grenzen der Vater-Tochter-Beziehung überschreitet. Günter Beck erfährt zudem, dass Hans die Anlieferung des Schnellbetons einige Tage vor Elkes Abfahrt genau auf jenen Abend legen ließ und dann die Nacht durcharbeitete. Leichenspürhunde schlagen jedoch weder im Umkreis des Hauses noch im Treibhaus an, können aber auch nicht durch Beton riechen. Günter Beck setzt bei seinem Chef durch, dass der Boden des Treibhauses aufgehackt wird. Eine Leiche findet sich dort trotz intensiver Suche nicht. Günter Beck bleibt dennoch hartnäckig. Von Karin weiß er, dass die Beziehung zwischen Heike und ihrer Mutter gespannt war. Heike berichtet ihm in der Disko, dass sie sich kurz vor der Abreise mit ihrer Mutter ihm Treibhaus gestritten habe. Die Ticketverkäuferin meldet später, dass die von ihr für Elke gehaltene Frau wieder mit dem Zug gefahren ist – es handelte sich nur um eine Elke ähnliche Person.
Als Günter Beck nun erneut bei der Familie auftaucht, steht Hans mit gepackten Koffern da und folgt ihm bereitwillig auf die Wache. Er kann dem Druck nicht mehr standhalten und zeigt den Ermittlern den Weg zu Elkes Leiche. Zwischen Elke und Heike war es an dem Abend zum Streit gekommen. Elke hatte Heike geohrfeigt und Heike sie auf die Betonrüttelmaschine gestoßen. Elke blieb reglos liegen. Hans schaffte die Leiche in den Wald und verscharrte sie, auch um Heike zu schützen. Erst jetzt erfährt er, dass Elke zu diesem Zeitpunkt nur bewusstlos war. Erdpartikel in ihrer Luftröhre machen deutlich, dass sie bei lebendigem Leib begraben wurde und erstickt ist. Hans reagiert hysterisch und bricht anschließend fassungslos zusammen. Heike beginnt unterdessen, das Treibhaus zu zerschlagen.

## Produktion
Das Treibhaus wurde vom 30. Oktober bis 6. Dezember 1990 unter anderem in Potsdam und Umgebung, Teltow und Oberwiesenthal gedreht. Die Innenaufnahmen entstanden im DEFA-Studio für Spielfilme. Die Kostüme des Films schuf Günther Pohl, die Filmbauten stammen von Heinz Röske. Der Film erlebte am 17. Juli 1991 in der ARD im Rahmen der Reihe Krimi-Sommertheater seine Fernsehpremiere. Die Zuschauerbeteiligung lag bei 19 Prozent.
Es war die 149. Folge der Filmreihe Polizeiruf 110. Hauptkommissar Günter Beck ermittelte in seinem fünften Fall. Die Kritik schrieb rückblickend, dass Vater und Tochter im Film eine „verdeckte und nicht ausgelebte Inzestbeziehung“ verbinde. Vater und Tochter würden sich den Film über wiederholt gegenseitig versichern, dass die Mutter zurückkäme, obwohl beiden bewusst ist, dass die Frau tot ist. „Am Ende dreht Mutosch durch und erleidet einen ‚wahnsinnigen‘ hysterischen Lachanfall – auch der Zuschauer hatte Grund, angesichts dieser Geschichte ohne jede Logik an seinem Verstand zu zweifeln.“